# Den lille kilebensvinge
Den lille kilebensvinge er to tynde triangulære plader, der rejser sig fra den øvre og anteriore del af kroppen, og fortsætter lateralt, og ender i skarpe punkter.